# Clonuncaria melanophyta
Clonuncaria melanophyta is een vlinder uit de familie van de bladrollers (Tortricidae). De wetenschappelijke naam van deze soort is voor het eerst voorgesteld als Argyrotoxa melanophyta door Edward Meyrick in een publicatie uit 1913.
De soort komt voor in Argentinië.